# La Puerta de Segura
La Puerta de Segura er en by og kommune i det sydlige Spanien i provinsen Jaén. Den har et indbyggertal på 2.246 (2024) indbyggere.